# Coronel Bolognesi
Coronel Bolognesi jest peruwiańskim klubem piłkarskim z siedzibą w mieście Tacna.

## Osiągnięcia

### Krajowe
- Primera División

| zwycięstwo (0):     | –    |
| drugie miejsce (1): | 2007 |

## Historia
W roku 1998 klub zmienił nazwę na Deportivo Bolito, ale już w 2001 roku wrócił do swej starej nazwy.
Klub zadebiutował na arenie międzynarodowej w roku 2004 startując w Copa Sudamericana. Nie był to udany występ, gdyż drużyna odpadła już po pierwszych dwóch meczach z  Alianza Atletico Sullana (po zwycięstwie u siebie 1:0 porażka na wyjeździe aż 1:4).